# 凱氏細鰨
凱氏細鰨為輻鰭魚綱鰈形目鰨亞目鰨科的其中一種，為熱帶魚類，分布於亞洲新幾內亞淡水、半鹹水水域，體長可達7.2公分，棲息在底中層水域，生活習性不明。

## 扩展阅读
維基物種上的相關：凱氏細鰨